# Drakensbergena fuscovittata
Drakensbergena fuscovittata  (лат.) — вид прыгающих насекомых трибы Drakensbergenini из подсемейства цикадок Deltocephalinae (Cicadellidae). Южная Африка: Eastern Cape Province, на высотах до 2593 м. Длина около 6 мм. Усики короткие (их длина 1 мм). Короткокрылые с вытянутой вперёд головой.
Голова равна или шире пронотума (голова — 1,5—1,6 мм, пронотум — 1,2—1,4 мм). Макросетальная формула задних бёдер равна 2+1 или 2+1+1. Латеральный край пронотума килевидный. Оцеллии редуцированы. Встречаются в травянистых высотных биомах южной Африки, на склонах с преобладанием Merxmuellera drakensbergensis (Poaceae).